# Steve Riley

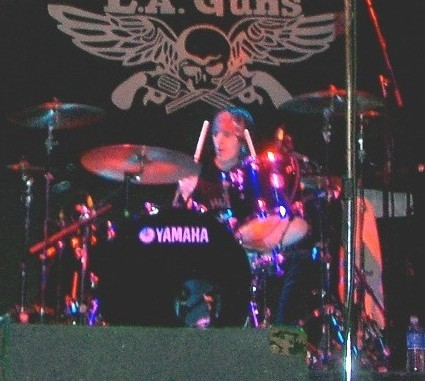
Steve Riley, 2008

Stephen „Steve“ Riley (* 22. Januar 1956 in Revere, Massachusetts; † 24. Oktober 2023) war ein US-amerikanischer Musiker, der in den 1980er Jahren als Schlagzeuger der Heavy-Metal-Band W.A.S.P. bekannt wurde. Seit 1987 war er Schlagzeuger der L.A. Guns beziehungsweise „Riley's L.A. Guns“.

## Karriere
Stephen Riley wuchs in Revere, einem Stadtteil von Boston, auf. Er sagte, dass er sich dazu entschloss, Schlagzeuger zu werden, als er als Kind Gene Krupa im Fernsehen sah. Nach seinem Schulabschluss Mitte der 70er zog er nach Chicago, um dort seiner musikalischen Karriere nachzugehen, zunächst an der Seite von Musikern aus seiner Heimatstadt aus der Band Angel. 1976 spielte er mit Roadmaster deren gleichnamiges Debüt ein. Nachdem Angel sich von Micky Jones trennten, zog er gemeinsam mit Riley nach Los Angeles. Sie spielten dort in einer Gruppe namens Empire, die erfolglos blieb.
1979 erhielt er das Angebot, mit einem Revival von Steppenwolf namens „New Steppenwolf“ aufzutreten. Es existierten nach deren Trennung 1976 mehrere solcher Nachfolgebands, Riley spielte in der namhaftesten Formation von Goldy McJohn, Kent Henry und Nick St. Nicholas. Als Steppenwolf sich 1980 wieder zusammenschloss und ein Streit um die Namenslizenz aufkam, trennte sich die Revivalband, und aus den verbleibenden Musikern entstand das kurzlebige Projekt The B’ZZ, bei denen Riley 1982 auf deren einzigem Album Get Up mitspielte.
Es folgte ein Gastspiel bei Keel. Nach wenigen Auftritten begannen die Arbeiten an The Right to Rock, produziert von Gene Simmons. Auf dem Tonträger wurde sein Nachfolger Dwain Miller angegeben, doch sowohl der Sänger als auch er selbst gaben rückwirkend in Interviews an, dass die Aufnahmen mit Riley verwendet wurden. Gegen Ende der Aufnahmen zum Album erhielt er im Sommer 1984 das Angebot, Tony Richards bei W.A.S.P. zu ersetzen und verließ die Band wieder.
Riley ist auf dem Homevideo Live at the Lyceum von 1984 zu sehen und auf den Alben The Last Command (1985), Inside the Electric Circus (1986) und Live… in the Raw (1987) zu hören. Er wechselte im selben Jahr zu L.A. Guns.
Die Band trennte sich 1992 von ihm und nahm ihn 1994 wieder auf. Als Grund wurden Handgreiflichkeiten zwischen ihm und Sänger Phil Lewis angegeben. Mit dieser Ausnahme war Riley fester Bestandteil der ansonsten sehr häufig wechselnden „klassischen“ Besetzung um Lewis. Sowohl Riley als auch Tracii Guns hatten die Rechte des Bandnamens inne und als Guns sich 2006 dazu entschloss, wieder unter diesem Namen aufzutreten, kam es dazu, dass ab 2006 vorübergehend zwei Versionen der L.A. Guns nebeneinander existierten. Lewis kehrte der Band um Riley 2016 den Rücken und vereinte sich wenig später mit der Besetzung um Tracii Guns. Riley setzte die Arbeit mit seiner Version der L.A. Guns fort und veröffentlichte mit ihr das Album Renegades. Nach einem Rechtsstreit um den Bandnamen einigten sich im April 2021 die Parteien darauf, dass Riley seine Rechte geltend machen konnte unter dem Namen „Riley's L.A. Guns“.
Riley starb am 24. Oktober 2023 im Alter von 67 Jahren an einer Lungenentzündung.

## Diskografie (Auswahl)

### Mit Roadmaster
- 1976 Roadmaster

### Mit The B’ZZ
- 1982 Get Up

### Mit Keel
| Jahr | Titel             | Höchstplatzierung, Gesamtwochen, AuszeichnungChartplatzierungen (Jahr, Titel, Platzierungen, Wochen, Auszeichnungen, Anmerkungen) | Höchstplatzierung, Gesamtwochen, AuszeichnungChartplatzierungen (Jahr, Titel, Platzierungen, Wochen, Auszeichnungen, Anmerkungen) | Höchstplatzierung, Gesamtwochen, AuszeichnungChartplatzierungen (Jahr, Titel, Platzierungen, Wochen, Auszeichnungen, Anmerkungen) | Höchstplatzierung, Gesamtwochen, AuszeichnungChartplatzierungen (Jahr, Titel, Platzierungen, Wochen, Auszeichnungen, Anmerkungen) | Höchstplatzierung, Gesamtwochen, AuszeichnungChartplatzierungen (Jahr, Titel, Platzierungen, Wochen, Auszeichnungen, Anmerkungen) | Anmerkungen                        |
| Jahr | Titel             | DE | AT | CH | UK | US | Anmerkungen                        |
| ---- | ----------------- | --- | --- | --- | --- | --- | ---------------------------------- |
| 1985 | The Right to Rock | — | — | — | — | US99 (21 Wo.)US | Erstveröffentlichung: 9. März 1985 |

### Mit W.A.S.P.
| Jahr | Titel                      | Höchstplatzierung, Gesamtwochen, AuszeichnungChartplatzierungen (Jahr, Titel, Platzierungen, Wochen, Auszeichnungen, Anmerkungen) | Höchstplatzierung, Gesamtwochen, AuszeichnungChartplatzierungen (Jahr, Titel, Platzierungen, Wochen, Auszeichnungen, Anmerkungen) | Höchstplatzierung, Gesamtwochen, AuszeichnungChartplatzierungen (Jahr, Titel, Platzierungen, Wochen, Auszeichnungen, Anmerkungen) | Höchstplatzierung, Gesamtwochen, AuszeichnungChartplatzierungen (Jahr, Titel, Platzierungen, Wochen, Auszeichnungen, Anmerkungen) | Höchstplatzierung, Gesamtwochen, AuszeichnungChartplatzierungen (Jahr, Titel, Platzierungen, Wochen, Auszeichnungen, Anmerkungen) | Anmerkungen                            |
| Jahr | Titel                      | DE | AT | CH | UK | US | Anmerkungen                            |
| ---- | -------------------------- | --- | --- | --- | --- | --- | -------------------------------------- |
| 1985 | The Last Command           | DE63 (3 Wo.)DE | — | — | UK48 (1 Wo.)UK | US49 Gold · (23 Wo.)US | Erstveröffentlichung: 9. November 1985 |
| 1986 | Inside the Electric Circus | — | — | — | UK53 (3 Wo.)UK | US60 (19 Wo.)US | Erstveröffentlichung: Oktober 1986     |
| 1987 | Live…In the Raw            | DE61 (1 Wo.)DE | — | — | UK23 (4 Wo.)UK | US77 (14 Wo.)US | Erstveröffentlichung: September 1987   |

### Mit L.A. Guns
| Jahr | Titel              | Höchstplatzierung, Gesamtwochen, AuszeichnungChartplatzierungen (Jahr, Titel, Platzierungen, Wochen, Auszeichnungen, Anmerkungen) | Höchstplatzierung, Gesamtwochen, AuszeichnungChartplatzierungen (Jahr, Titel, Platzierungen, Wochen, Auszeichnungen, Anmerkungen) | Höchstplatzierung, Gesamtwochen, AuszeichnungChartplatzierungen (Jahr, Titel, Platzierungen, Wochen, Auszeichnungen, Anmerkungen) | Höchstplatzierung, Gesamtwochen, AuszeichnungChartplatzierungen (Jahr, Titel, Platzierungen, Wochen, Auszeichnungen, Anmerkungen) | Höchstplatzierung, Gesamtwochen, AuszeichnungChartplatzierungen (Jahr, Titel, Platzierungen, Wochen, Auszeichnungen, Anmerkungen) | Anmerkungen                           |
| Jahr | Titel              | DE | AT | CH | UK | US | Anmerkungen                           |
| ---- | ------------------ | --- | --- | --- | --- | --- | ------------------------------------- |
| 1988 | L.A. Guns          | — | — | — | UK73 (1 Wo.)UK | US50 Gold · (33 Wo.)US | Erstveröffentlichung: 4. Januar 1988  |
| 1989 | Cocked & Loaded    | — | — | — | UK45 (2 Wo.)UK | US38 Gold · (56 Wo.)US | Erstveröffentlichung: 22. August 1989 |
| 1991 | Hollywood Vampires | — | — | CH28 (2 Wo.)CH | UK44 (1 Wo.)UK | US42 (18 Wo.)US | Erstveröffentlichung: 25. Juni 1991   |

Weitere Veröffentlichungen
- 1995 American Hardcore
- 1999 Shrinking Violet
- 2001 Man in the Moon
- 2002 Waking the Dead
- 2004 Rips the Covers Off
- 2005 Tales from the Strip
- 2010 Covered in Guns
- 2012 Hollywood Forever
- 2020 Renegades (seit April 2021 unter dem Bandnamen Riley's L.A. Guns vertrieben)[2]
- 2024 The Dark Horse als Riley's L.A. Guns